# Effetto giroscopico

Un giroscopio

L'effetto giroscopico è un fenomeno fisico che si verifica in corpi in rotazione, dovuto alla legge della conservazione di intensità e direzione del momento angolare che nasce quando l'asse intorno al quale un corpo sta ruotando viene sollecitato a cambiare orientamento da una forza che agisce su uno qualsiasi dei piani che contengono l'asse di rotazione. Ne risulta quindi una forza che si oppone al cambio di orientazione imposto all'asse di rotazione e un moto di precessione.
Allora si osserva che lo spostamento dell'asse, che inerzialmente non avverrebbe senza la sollecitazione, non si verifica nel piano della coppia, come sarebbe intuitivo aspettarsi, ma in un piano perpendicolare ad esso ed alla direzione della forza.
Caratteristico dell'effetto giroscopico è il moto di precessione, ovvero la variazione in ogni istante della direzione dell'asse di rotazione a seguito dell'interazione con un momento della coppia.

## Spiegazione del fenomeno

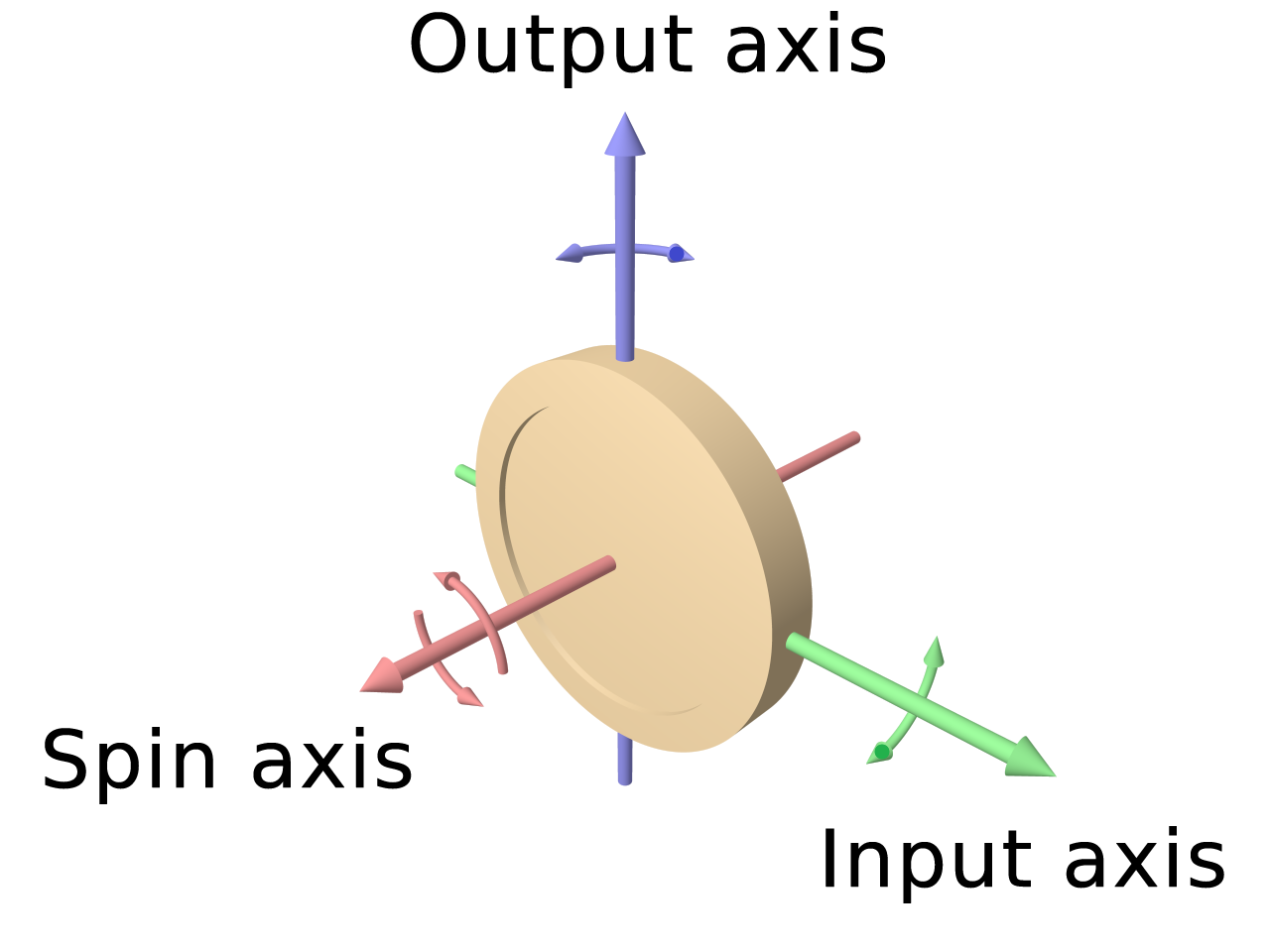
Direzione delle forze giroscopiche: asse di rotazione (spin axis), asse di input e di output dei momenti dovuti alla stabilizzazione

L'effetto giroscopico è un fenomeno di natura vettoriale, pertanto la sua trattazione richiede l'uso di vettori, prodotto vettoriale e numerosi passaggi.  
Alla base del fenomeno vi è la  legge di conservazione del momento angolare impone che tale quantità non vari nel tempo: per questo motivo cambiare orientamento all'asse di rotazione e dunque la direzione del vettore del momento angolare produce un controeffetto che complessivamente annulli ogni variazione del momento angolare. 
Il risultato è dunque il manifestarsi di un moto di precessione ed uno - minore - di nutazione.  
Per fare un esempio, se un aereo, azionato da una turbina con asse di rotazione posto secondo l'asse longitudinale del velivolo, sta procedendo di moto rettilineo uniforme, essendo la turbina un corpo rotante, si verifica che, quando il pilota manovra per scendere in picchiata, sente il suo aereo imbardare verso sinistra o verso destra a seconda del senso di rotazione della turbina, nel primo caso in senso orario, antiorario nel secondo. Quando manovra per cabrare (decollare), sente ugualmente l'aereo imbardare ma in senso opposto a quello percepito durante la picchiata. Similmente avverte la tendenza della sua macchina volante a cabrare o a picchiare quando vira. 

### Approssimazione giroscopica
L'effetto giroscopico è piuttosto complesso da spiegare, ma si può notevolmente semplificare limitandosi al caso approssimato nelle seguenti condizioni: 
- la velocità di precessione Ω è molto minore della velocità di rotazione intorno all'asse, ω
- Ω e ω possono essere considerati costanti

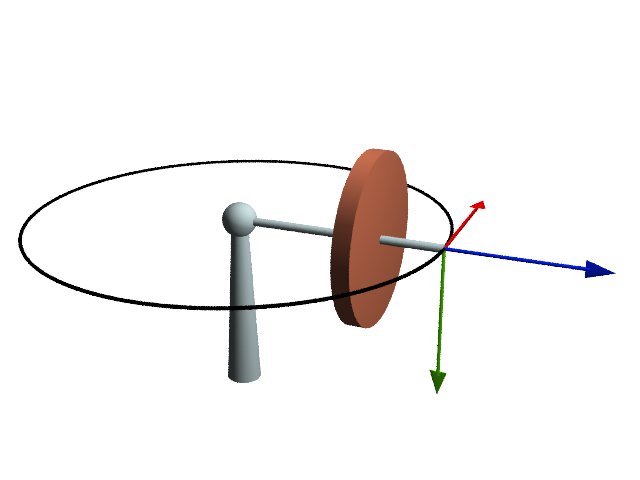
Giroscopio in rotazione, appoggiato su un perno e sottoposto a forza di gravità diretta verso il basso (verde), momento angolare in direzione radiale (blu) e con risultante moto di precessione (rosso)

In queste condizioni, la velocità complessiva è approssimabile alla sola ω di rotazione.
Preso l'esempio di un giroscopio (asse con volano) in rotazione, posto con asse orizzontale appoggiato ad un estremo su un perno fisso e sottoposto a forza di gravità diretta verso il basso, ciò che si verifica è che il giroscopio in primo luogo non cade verso il basso (come invece avverrebbe se il disco non ruotasse) ed in secondo luogo intraprende una rotazione di precessione, che ruota l'orientazione dell'asse sul piano orizzontale.
Va tenuto conto che il moto descritto, che consideriamo circolare uniforme, richiede necessariamente la presenza di una forza di contatto perno-asse non solo verticale ma anche radiale. Scrivendo l'equilibrio delle forze verticali e radiali nel punto di contatto:
{\displaystyle F_{v}-mg=0\qquad \qquad {\mbox{(risultante verticale nulla)}}}
{\displaystyle F_{rad}-mr\Omega ^{2}=0\qquad {\mbox{(risultante radiale nulla)}}}
In direzione tangenziale va tenuto conto della coppia che produce il moto di precessione, ma questa non è influenzata dalla forza di contatto (che è applicata proprio sull'asse di precessione, dove il braccio sarebbe nullo) bensì solo dalla forza di gravità agente sul volano.
Si utilizza il risultato per cui la componente tangenziale di un vettore che sta cambiando solo di direzione (similmente a quanto avviene nel moto circolare uniforme) è data dal prodotto della distanza dal centro per la velocità angolare:
{\displaystyle v_{tang}={\frac {d}{dt}}{\vec {R}}=|{\vec {R}}|\cdot {\frac {d\theta }{dt}}{\boldsymbol {\hat {\theta }}}}

Analogia con il moto circolare

Il momento angolare è definito per una particella di massa m, velocità v e distanza dal centro di rotazione r:
{\displaystyle {\vec {L}}={\vec {r}}\times m{\vec {v}}}
Il prodotto mv può in alternativa essere scritto anche come quantità di moto lineare, indicata con p.
Trattandosi di un corpo esteso, è possibile utilizzare il momento d'inerzia, esprimendo così il valore scalare del momento angolare:
{\displaystyle |{\vec {L}}|=I\omega }
Visto che con la nostra approssimazione il valore scalare della velocità di rotazione ω è costante, anche il valore scalare del momento angolare è costante. A variare è dunque solo la sua direzione, che produce analogamente a come spiegato prima, una componente tangenziale:
{\displaystyle {\frac {d}{dt}}{\vec {L}}=|{\vec {L}}|\cdot {\frac {d\theta }{dt}}{\boldsymbol {\hat {\theta }}}}
sostituendo i precedenti risultati e anche:
{\displaystyle \Omega ={\frac {d\theta }{dt}}}
infine risulta:
{\displaystyle {\frac {d}{dt}}{\vec {L}}=I\omega \cdot \Omega \;{\boldsymbol {\hat {\theta }}}}
Data la coppia definita come:
{\displaystyle {\vec {\tau }}_{\Omega }={\frac {d{\vec {L}}}{dt}}={\frac {d}{dt}}({\vec {L}})\;{\boldsymbol {\hat {r}}}}
e noto che la coppia dovuta alla gravità vale:
{\displaystyle {\vec {\tau }}_{\Omega }=R\cdot mg\;{\boldsymbol {\hat {\theta }}}}
si ottiene che la velocità angolare di precessione vale:
{\displaystyle \Omega ={\frac {R\cdot mg}{I\cdot \omega }}}
Il fenomeno del moto di precessione ad ogni modo si verifica anche in assenza del perno fisso: in questo caso il baricentro del giroscopio rimarrà fisso e l'estremo dell'asse compirà una circonferenza.

## Fenomeni e applicazioni
L'effetto giroscopico caratterizza diversi fenomeni naturali e ha diverse applicazioni tecnologiche. Tra i fenomeni naturali, il più conosciuto è il moto di precessione dell'asse terrestre, mentre tra le applicazioni vi è il girostato ad uso navale o per la stabilizzazione dei satelliti artificiali tramite piattaforme inerziali, la girobussola e vari altri strumenti di misura di velocità angolare o inclinazione.

### La trottola
Il classico esempio dell'effetto giroscopico si ha nella trottola.
Per osservare l'effetto la trottola deve essere in rotazione, da cui la presenza dell'ingrediente fondamentale dell'effetto giroscopico, quello di una massa in rotazione intorno a un suo asse. Il secondo ingrediente è l'effetto perturbatore, ossia la coppia che tende a far inclinare l'asse di rotazione: è il peso della trottola, applicato nel suo baricentro; se la trottola non ruotasse, si adagerebbe non appena venisse lasciata. Invece, per l'effetto giroscopico innescato dalla rotazione, la trottola anziché cadere inclina il suo asse secondo un piano a 90° rispetto a quello di caduta.
In questa nuova posizione, sempre agente il peso, c'è un nuovo piccolo spostamento di 90° e così di seguito, per cui l'asse della trottola non cade, ma descrive un cono dato dall'insieme di tanti piccoli spostamenti a 90° l'uno rispetto all'altro che la mantengono eretta. A mano a mano che la rotazione si smorza, per via dell'attrito, i movimenti si fanno sempre più ampi, il cono sempre più aperto fino alla caduta.

### Mantenimento dell'equilibrio su una bicicletta o motocicletta
Motocicli e biciclette sono mezzi che si auto-equilibrano quando sono in corsa, mantenendo una traiettoria rettilinea senza alcuna azione esterna o del pilota, la cui eventuale assenza non influisce sul comportamento. Tuttavia il meccanismo principale che permette questo comportamento non è dovuto all'effetto giroscopico delle ruote, sebbene questo contribuisca positivamente ma in maniera spesso trascurabile - in special modo se si tratta di basse velocità e ruote leggere e di piccolo raggio.
La tipica inclinazione assunta in curva da piloti di cicli e motocicli verso l'interno della curva è invece dovuta in particolare alla necessità di contrastare la forza centrifuga che agisce sull'intero corpo a causa della traiettoria curva seguita dal mezzo, il quale tenderebbe ad inclinarsi verso l'esterno della curva perché non soggetto all'attrito del terreno nella parte alta. È per la stessa ragione che per esempio nello sci o nel pattinaggio si assume una simile inclinazione in curva (sebbene in queste attività non sia presente alcuna ruota in rotazione e dunque alcun effetto giroscopico).
Il mantenimento dell'equilibrio su una bici, in caso di bici ferma, è solo dovuto ai movimenti della persona in contrasto alla forza di gravità che farebbe cadere la bici su un lato (ed è piuttosto faticoso mantenere l'equilibrio per lungo tempo e senza oscillazioni). Quando però la bici è in velocità, ai movimenti di equilibrio della persona si aggiunge tra gli altri effetti quello delle azioni giroscopiche legate al rotolamento delle due ruote: queste sono tali da produrre una coppia capace di ruotare lo sterzo verso sinistra in caso di inclinazione del mezzo verso sinistra (ovvero quando l'asse di rotazione della ruota viene ruotato in senso anti-orario rispetto alla direzione di avanzamento), e analogamente produce una coppia capace di ruotare lo sterzo verso destra in caso di inclinazione verso destra del mezzo (ovvero quando l'asse di rotazione della ruota viene ruotato in senso orario). Tutto ciò comporta che la bicicletta tenda a ritornare in equilibrio perché una sterzata a sinistra della ruota tende a raddrizzare verso destra l'inclinazione del mezzo a causa della componente laterale della forza d'attrito col terreno della ruota anteriore sterzata, e viceversa.
Simili considerazioni portano alla conclusione che non è possibile condurre una bicicletta in assenza di gravità, sebbene si possa mantenere in equilibrio e sterzare, ma non entrambe le azioni contemporaneamente.

### Il proiettile
Nelle moderne armi da fuoco la rigatura della canna imprime al proiettile un moto rotatorio intorno al suo asse longitudinale, facendolo comportare come un girostato. Questo è necessario perché la resistenza dell'aria è una forza che non passa per il baricentro del proiettile, poiché l'asse del proiettile non coincide con la tangente alla traiettoria e di conseguenza l'aria agisce sul proiettile dal di sotto sulla punta del proiettile e tende a ribaltarlo.Quanto maggiore l'angolo tra asse del proiettile e tangente alla traiettoria, oppure quanto maggiore la velocità, tanto maggiore sarà il momento rotatorio tendente a ribaltarlo.
Invece, per l'effetto giroscopico della rotazione, il proiettile invece di capovolgersi secondo il piano individuato dalle due forze che sono il peso e la resistenza dell'aria devia secondo un piano a 90°. La parabola del tiro diventa così una curva sghemba, ossia non planare e la deviazione si chiama errore di deriva o derivazione, che può essere corretta secondo le tecniche apposite di puntamento e di mira.

### Il girostato navale
La stabilizzazione di un'imbarcazione può giovare dell'utilizzo di un girostato, con vantaggi per la stabilità di oggetti e persone ospitati a bordo, nonché nelle navi militari per la stabilità e precisione balistica dell'artiglieria.
Il vantaggio di questa soluzione rispetto a diverse altre è la sua funzionalità anche a barca ferma. Tra gli svantaggi principali invece l'ingombro (3-5% dello spazio di bordo) e il peso, nonché l'impiego di energia per mantenere il moto rotatorio.
Il rollio è l'oscillazione dell'imbarcazione intorno al suo asse longitudinale, poppa-prua. Il beccheggio invece è l'oscillazione intorno all'asse trasversale. Poiché il momento di inerzia rispetto all'asse trasversale è maggiore di quello relativo all'asse longitudinale, per la diversa distanza delle masse, si verifica che lo scafo è molto più soggetto al rollio che al beccheggio. Il girostato navale ha lo scopo, sfruttando l'effetto giroscopico, di trasformare le oscillazioni di rollio in quelle di beccheggio, che si smorzano assai facilmente per via del maggior momento di inerzia. Il girostato è un grande volano, di peso enorme, mantenuto in continua rotazione da un motore apposito. È piazzato all'interno dello scafo, nella chiglia. Quando il rollio tende a far inclinare lo scafo, si inclina solidalmente anche l'asse del girostato: nasce così una forte coppia sul piano a 90° che però è quello di beccheggio, secondo il quale lo scafo ha un'inerzia molto maggiore.
La prima nave di linea ad utilizzare il girostato fu il transatlantico italiano Conte di Savoia, che ne montava tre di grandi dimensioni a prua.